# Stary Sielec
Stary Sielec – osada w Polsce położony w województwie wielkopolskim, w powiecie rawickim, w gminie Jutrosin.
W latach 1975–1998 miejscowość administracyjnie należała do województwa leszczyńskiego. Obecnie w Starym Sielcu mieszka około 250 ludzi.
W 1911 r. ks. Olgierd Czartoryski podjął decyzje o budowie we wsi nowego pałacu według projektu Rogera Sławskiego. Miał on nawiązywać wyglądem do zamku Le Plessis-Boureé we Francji, jednak inwestorowi zabrakło środków na dokończenie budowy.